# Первый дивизион чемпионата мира по хоккею с шайбой среди молодёжных команд 2026
Чемпионат мира по хоккею с шайбой среди молодёжных команд 2026 года в I-м дивизионе — предстоящее спортивное соревнование по хоккею с шайбой под эгидой ИИХФ, игры которого пройдут в группе А с 7 по 13 декабря 2025 года в словенском городе Блед (третий год подряд) и в группе В с 8 по 14 декабря 2025 года в итальянском городе, будущей столице зимних Олимпийских игр Милане.

## Регламент
По итогам турнира в группе А: команда, занявшая первое место, получает право играть в ТОП-дивизионе чемпионата мира 2027 года, а команда, занявшая последнее место, переходит в группу B первого дивизиона.
По итогам турнира в группе B: команда, занявшая первое место, получает право играть в группе А первого дивизиона, а команда, занявшая последнее место, переходит в группу A второго дивизиона чемпионата мира 2027 года.

## Итоги

### Группа A
- Сборная  вышла в ТОП-турнир ЧМ 2027
- Сборная  вылетела в группу В первого дивизиона ЧМ 2027

### Группа B
- Сборная  вышла в группу А первого дивизиона ЧМ 2027
- Сборная  вылетела в группу А второго дивизиона ЧМ 2027

## Участвующие команды
В чемпионате должны будут принять участие 12 национальных команд — десять из Европы и две — из Азии. Сборные Норвегии пришла из топ-дивизиона 2025 года и  Республики Корея перешла из второго дивизиона, остальные — с турнира первого дивизиона 2025 года.

### Группа А
| Сборная   | Квалификация                                                                 |
| --------- | ---------------------------------------------------------------------------- |
| Казахстан | Заняла 10-е место топ-дивизионе в 2025 году и вылетела оттуда                |
| Австрия   | Занял 2-е место в группе А первого дивизиона в 2025 году                     |
| Норвегия  | Заняла 3-е место в группе А первого дивизиона в 2025 году                    |
| Словения  | Хозяева, заняла 4-е место в группе А первого дивизиона в 2025 году           |
| Франция   | Заняла 5-е место в группе А первого дивизиона в 2025 году                    |
| Украина   | Заняла 1-е место в группе B первого дивизиона в 2025 году и поднялась оттуда |

### Группа В
| Сборная | Квалификация                                                                 |
| ------- | ---------------------------------------------------------------------------- |
| Венгрия | Заняла 6-е место в группе А первого дивизиона в 2025 году и вылетела оттуда  |
| Япония  | Заняла 2-е место в группе B первого дивизиона в 2025 году                    |
| Италия  | Хозяева, заняла 3-е место в группе B первого дивизиона в 2025 году           |
| Эстония | Заняла 4-е место в группе B первого дивизиона в 2025 году                    |
| Польша  | Заняла 5-е место в группе B первого дивизиона в 2025 году                    |
| Литва   | Заняла 1-е место в группе А второго дивизиона в 2025 году и поднялась оттуда |